# Anizy-le-Grand
Anizy-le-Grand è un comune francese di 2.542 abitanti situato nel dipartimento dell'Aisne della regione dell'Alta Francia. Il comune è stato creato il 1º gennaio 2019 accorpando quelli di Anizy-le-Château, Faucoucourt e Lizy.